# 韦利科德沃尔斯基镇市镇
韦利科德沃尔斯基镇市镇（俄语：Муниципальное образование «Посёлок Великодворский»）是俄罗斯联邦弗拉基米尔州古西赫鲁斯塔利内区所属的一个市镇。其下辖有7个居民点，行政中心为韦利科德沃尔斯基。据2016年统计，该市镇的人口为1914人。